# Michael H. Hart
Michael H. Hart (Nueva York, 27 de abril de 1932) es un astrofísico, investigador y autor estadounidense. Como astrofísico, se ha especializado en todo en las probabilidades de la existencia de vida extraterrestre, aunque es conocido sobre todo por su nacionalismo blanco y opiniones separatistas, y por ser autor del bestseller Los 100, un ranking de las personas más influyentes en la historia.

## Biografía
Hart comenzó sus estudios universitarios cursando la carrera de Matemáticas en la Universidad Cornell, de la que se graduó en 1952 con honores. Tras dedicarse durante más de una década a las aplicaciones de la matemática en la física y la astronomía, procedió a los estudios avanzados, consiguiendo su máster en Física de la Universidad Adelphi (1969) y el título de doctor en Astronomía de la Universidad de Princeton (1972).
A partir de los estudios de las probabilidades materiales de la existencia de vida fuera del planeta Tierra, desarrolló su interés en la historia humana y la influencia de personas y culturas en el desarrollo del mundo, además de la influencia de los logros humanos en el futuro. Sus opiniones son reflejadas en los libros Understanding Human History (‘Entendiendo la historia humana’), Los 100, un ranking de las personas más influyentes en la historia y A View from the Year 3000 (‘Una vista desde el año 3000’).

### En el campo de la astrofísica

#### La paradoja de Fermi
Hart publicó en 1975 un examen detallado de la paradoja de Fermi: el contraste entre la extrema probabilidad de que exista vida extraterrestre en algún lugar del universo y la ausencia total de pruebas de ello. El trabajo de Hart se ha convertido desde entonces en un punto de referencia teórico para gran parte de la investigación sobre lo que ahora se conoce a veces como la paradoja de Fermi-Hart. En relación con las contribuciones de Hart al estudio de la paradoja, Geoffrey A. Landis escribe: "Un nombre más apropiado para [la paradoja] sería el de paradoja de Fermi-Hart, ya que mientras que a Fermi se le atribuye haber sido el primero en plantear la cuestión, Hart fue el primero en hacer un análisis riguroso que demuestra que el problema no es trivial, y también el primero en publicar sus resultados". Robert H. Gray considera a Hart como el verdadero iniciador de este argumento, en el artículo de Hart de 1975. Gray sostiene que el término paradoja de Fermi es un término erróneo; que no es obra de Fermi, ni es una paradoja real (más bien un argumento). Por lo tanto, propone que, en lugar del nombre (estándar, pero en su opinión incorrecto) de paradoja de Fermi, se conozca como el argumento de Hart-Tipler - reconociendo la prioridad de Hart como creador del argumento, pero también reconociendo la extensión sustancial de Frank J. Tipler de los argumentos de Hart en su artículo científico de 1980 Los seres inteligentes extraterrestres no existen.

#### Hipótesis de la Tierra especial
Hart es un defensor de la Hipótesis de la Tierra especial; propuso una zona habitable muy estrecha basada en estudios climáticos. Defendió esta hipótesis en el influyente libro que coeditó, "Extraterrestres: Where are They", en particular en el capítulo que contribuyó a él "Atmospheric Evolution, the Drake Equation and DNA: Sparse Life in an Infinite Universe".

### Los 100: Una clasificación de las personas más influyentes de la historia
El primer libro de Hart fue Los 100, un ranking de las personas más influyentes en la historia (1978), que ha vendido más de 500 000 ejemplares y ha sido traducido a muchos idiomas. La primera persona de la lista de Hart fue Mahoma, elegido por encima de Jesús o Moisés. Hart lo atribuye al hecho de que Mahoma tuviera un «éxito supremo» tanto en el ámbito religioso como en el secular. También acredita a Mahoma por su papel en el desarrollo del islam, «mucho más influyente» que la contribución de Jesús al desarrollo del cristianismo. Hart considera que la intención del Jesús histórico no era crear una nueva religión y afirma que Pablo de Tarso fue más decisivo que él en el crecimiento del cristianismo primitivo (período apostólico). Una interpretación más reciente de Hant de la elección de Mahoma en primera posición, hecha más de tres décadas después de la publicación del libro y que coincide con sus opiniones políticas actuales, lo atribuye al hecho de que el islam «esté ganando terreno» al mundo judeocristiano; en otras palabras, que su gran influencia que le valió la primera posición tiene de hecho tintes negativos.
Por otra parte, en el libro A View from the Year 3000 (1999), que puede considerarse una continuación en parte ficcional a su primer libro, la persona de Mahoma queda por detrás de la de Jesús, aunque ambas quedan por debajo de personas del mundo de la ciencia como Isaac Newton, Johannes Gutenberg o Euclides. Sin embargo, las primeras posiciones de esta futurística lista son ocupadas por personas ficticias que desde el punto de vista científico del año 3000 habrán influido en gran medida en el desarrollo de la humanidad (como Chang Po-Yao, en primera posición, un futurístico neurocirujano chino inventor del trasplante de cerebro humano).

### Separatismo blanco
Hart se ha descrito a sí mismo como un separatista blanco y participa activamente en dicha causa. En 1996, Hart intervino en una conferencia organizada por la New Century Foundation, una organización del supremacista blanco y editor de American Renaissance Jared Taylor. Propuso dividir Estados Unidos en cuatro estados: un estado blanco, un estado negro, un estado hispano y un estado mestizo integrado.
Hart es de ascendencia judía y apoya una corriente ideológica que sostiene que los judíos son parte de la llamada ‘raza blanca’ y que la supremacía blanca está en la herencia judeocristiana (la misma visión que mantienen muchos evangélicos estadounidenses y personas como Pamela Geller o el político neerlandés Geert Wilders). En la conferencia de American Renaissance de 2006, Hart tuvo un enfrentamiento público con David Duke, el antiguo gran mago del Ku Klux Klan y antiguo representante del estado de Luisiana, por los comentarios antisemitas de este. Los relatos de la conferencia cuentan que Hart se levantó, llamó nazi a Duke entre distintos improperios, y salió furioso.
En 2009, Hart organizó una muy comentada conferencia en Baltimore con el título Preservar la civilización occidental. Se anunciaba que abordaba la necesidad de «defender la herencia judeocristiana de Estados Unidos y la identidad europea». Entre los ponentes invitados se encontraban Peter Brimelow, Henry C. Harpending y J. Philippe Rushton, Srđa Trifković. La Liga Antidifamación y el Southern Poverty Law Center han descrito la conferencia como racista.